# オーストリア学派
オーストリア学派（オーストリアがくは）は、経済学における限界革命において、レオン・ワルラス、ウィリアム・ジェボンズとともにその三大巨星であったウィーン大学のカール・メンガー、およびその流れをくむ経済学者たちの学派である。ウィーン学派とも呼ぶ。
限界革命の中心的概念は限界効用であるが、ワルラスにとってはそれが一般均衡理論の一つの道具にすぎなかったのに対して、オーストリア学派にとっては限界効用の意義ははるかに大きい（限界効用理論）。古典派経済学の労働価値説、生産費説が価格を費用により説明するのに対して、オーストリア学派の効用価値説は効用により消費財の価格を説明する。そして費用とは失われた効用であると考える機会費用の概念が説かれ、生産要素の価値はそれから生産される消費財の効用にもとづく価値が帰属するものであると考えられた。

## 歴史
カール・メンガーは1871年に『国民経済学原理』を刊行、翌1872年、それによりメンガーはウィーン大学の私講師となり、1879年に経済学の正教授に就任した。『国民経済学原理』においてメンガーは、効用の意義を強調するだけでなく、完全な市場を分析の対象としたワルラスとは異なり、不完全な市場に関心をもち、したがって価格だけでなく商品の売れやすさ、つまり販売力を問題とし、販売力最大の商品として貨幣を考察した。また、『国民経済学原理』を無視し経済理論の研究を軽視していた新歴史学派が当時のドイツにおいて支配的であったので、メンガーは理論的研究の重要性を主張するために1883年に『社会科学、とくに経済学の方法に関する研究』を公刊し、グスタフ・フォン・シュモラーと有名な方法論争をおこなった。
カール・メンガーの主要な後継者の一人であるオイゲン・フォン・ベーム＝バヴェルクは、1895年以降、3度大蔵大臣を務めたが、1904年にウィーン大学の教授となった。彼は大著『資本および資本利子』の第1巻「資本利子論の歴史と批判」において労働価値説にもとづく搾取利子説をはじめ多くの学説を論破し、第2巻「資本の積極理論」において有名な利子の3原因を説いた。このオーストリア資本理論は、のちにスウェーデンの経済学者クヌート・ヴィクセルにより、ワルラスの一般均衡理論に導入される。また、メンガーのもう一人の主要な後継者フリードリヒ・フォン・ヴィーザーは、1889年に『自然価値論』を刊行、1903年にメンガーの後を継いでウィーン大学教授に就任し、1914年には『社会経済の理論』を公刊した。ヴィーザーは帰属価格の厚生経済学的意味を明らかにし、先駆的な社会主義経済理論を展開した。さらに、企業者による革新を強調して『経済発展の理論』を説いたヨーゼフ・シュンペーターもオーストリア学派の出身であり、またオーストリア資本理論を基礎にした景気変動論や自由主義論で名高いフリードリヒ・ハイエクは、20世紀後半のオーストリア学派の代表的な存在であるといえよう。ハイエクやその師のルートヴィヒ・フォン・ミーゼスの流れを汲む学者は「新オーストリア学派（ネオオーストリアン）」と呼ばれるが、ナチスを避けて多くの学者が亡命したこともあって、オーストリアではなくアメリカ合衆国が中心地となっている。

## オーストリア学派の人物
- カール・メンガー
- オイゲン・フォン・ベーム＝バヴェルク
- フリードリヒ・フォン・ヴィーザー
- ルートヴィヒ・フォン・ミーゼス
- フリードリヒ・ハイエク
- フリッツ・マハループ
- イスラエル・カーズナー
- マレー・ロスバード
- ヘスース・ウエルタ・デ・ソト
- ロン・ポール
- ゲイリー・ノース
- ピーター・シフ
- 手塚寿郎
- 山本勝市